# Moshing
Moshing, moshpit, slamdance eller slamming er en aktivitet, hvor publikummet til koncertoptrædender eller fodboldkampe aggressivt støder ind i hinanden. Moshing er ofte ledsaget af crowd surfing, mikrofonsvingning, smadring af instrumenter og headbanging. Ofte ses denne aktivitet indenfor metalgenre såsom hardcore punk, heavy metal, metalcore, og grindcore, men ses også indenfor elektronisk musik som bl.a. grime, dubstep og trap.
Moshing finder hovedsageligt sted til koncerter, men praktiseres nogle gange også under musikindspilninger. I 2000 var der mange forskellige variationer af moshing som eksempelvis "thrashing", og dansen udføres ofte i området foran scenen som kaldes mosh pitten eller bare pit. Blandt kendte variationer findes også Wall of Death og circlepits.
Selvom moshing ofte er meget positivt modtaget af publikummet har det dog også pådraget sig en del kontrovers, mest af alt på grund af dets vilde og muligvis farlige natur.